# Skoky do vody na mistrovství světa v plaveckých sportech 1991
Závody v skocích do vody na mistrovství světa v plaveckých sportech za rok 1990 proběhly v Perthu, Austrálie ve dnech 3. až 13. ledna 1991.

## Československá stopa
Československo reprezentovala Heidemarie Grécká (*1965) z pražského klubu Vysokých škol. V disciplíně skoku z 1 m prkna a obsadila 3. místo a získala bronzovou medaili. Startovalo 24 závodnic. V disciplíně skoku z 3 m prkna a obsadila 6. místo z 28 závodnic. Šéftrenérkou reprezentace byla Marie Čermáková.

## Výsledky
| Muži              | Zlato                 | Zlato  | Stříbro                 | Stříbro | Bronz                        | Bronz  |
| ----------------- | --------------------- | ------ | ----------------------- | ------- | ---------------------------- | ------ |
| Skoky z 1 m prkna | Edwin Jongejans (NED) | 588,51 | Mark Lenzi (USA)        | 578,22  | Wang I-ťie (CHN)             | 577,86 |
| Skoky z 3 m prkna | Kent Ferguson (USA)   | 650,25 | Tchan Liang-te (CHN)    | 643,95  | Albin Killat (GER)           | 619,77 |
| Skoky z 10 m věže | Sun Šu-wej (CHN)      | 626,79 | Siung Ni (CHN)          | 603,81  | Giorgi Čogovadze (URS)       | 580,68 |
| Ženy              | Zlato                 | Zlato  | Stříbro                 | Stříbro | Bronz                        | Bronz  |
| Skoky z 1 m prkna | Kao Min (CHN)         | 478,26 | Wendy Lucerová (USA)    | 467,82  | Heidemarie Bártová (TCH)     | 449,76 |
| Skoky z 3 m prkna | Kao Min (CHN)         | 539,01 | Irina Lašková (URS)     | 524,70  | Brita Baldusová (GER)        | 503,73 |
| Skoky z 10 m věže | Fu Ming-sia (CHN)     | 426,51 | Jelena Mirošinová (URS) | 402,87  | Wendy-Lian Williamsová (USA) | 400,23 |

## Medailová bilance
Ve skocích do vody se rozdělily celkem 6 sad medailí.
| Pořadí | Stát                 |       | Muži    | Muži  | Muži  |         | Ženy  | Ženy  | Ženy    |       | Muži + Ženy | Muži + Ženy | Muži + Ženy | Celkem |
| Pořadí | Stát                 | Zlato | Stříbro | Bronz | Zlato | Stříbro | Bronz | Zlato | Stříbro | Bronz |             |             |             | Celkem |
| ------ | -------------------- | ----- | ------- | ----- | ----- | ------- | ----- | ----- | ------- | ----- | ----------- | ----------- | ----------- | ------ |
| 1.     | Čína (CHN)           |       | 1       | 2     | 1     |         | 3     | 0     | 0       |       | 4           | 2           | 1           | 7      |
| 2.     | USA (USA)            |       | 1       | 1     | 0     |         | 0     | 1     | 1       |       | 1           | 2           | 1           | 4      |
| 3.     | Nizozemsko (NED)     |       | 1       | 0     | 0     |         | 0     | 0     | 0       |       | 1           | 0           | 0           | 1      |
| 4.     | Sovětský svaz (URS)  |       | 0       | 0     | 1     |         | 0     | 2     | 0       |       | 0           | 2           | 1           | 3      |
| 5.     | Německo (GER)        |       | 0       | 0     | 1     |         | 0     | 0     | 1       |       | 0           | 0           | 2           | 2      |
| 6.     | Československo (TCH) |       | 0       | 0     | 0     |         | 0     | 0     | 1       |       | 0           | 0           | 1           | 1      |
| Celkem | Celkem               |       | 3       | 3     | 3     |         | 3     | 3     | 3       |       | 6           | 6           | 6           | 18     |